# Hupia
A  tainó kultúrában a hupia (más néven opia, opi'a, op'a, operi'to ) egy meghalt ember szelleme.
A tainók spirituális hiedelmeiben a hupiákat (az elhunytak szellemei) szembeállították a goeizákkal, az élők szellemeivel. Míg a goieza meghatározott formával rendelkezik, halála után a szellem hupiaként szabadul fel, és egy távoli földi paradicsomba, a Coaybay nevű helyre kerül.
A hupiákról úgy hitték, hogy sokféle alakot képesek felvenni, néha arctalan emberként jelentek meg, vagy egy elhunyt szerettük alakját öltötték magukra. Az emberi alakban megjelenő hupiákat mindig arról lehetett megkülönböztetni, hogy nem volt köldökük. A hupiákat denevérekkel is kapcsolatba hozták, és azt mondták, hogy nappal elrejtőznek vagy alszanak, éjszaka pedig előjönnek, hogy guava-gyümölcsöt egyenek.

## A hupiák vagy a szellemek fogalma
A tainók hittek az emberi szellem továbbélésében és a túlvilági életben. Az akkori spanyol hódítók azonban a saját katolikus keresztény elképzeléseiken és fogalmaikon alapuló, elfogult vallási értelmezésüket hozták magukkal a halálról, valamint arról, hogy az emberek lelke egy általuk Mennyországnak nevezett helyre kerül, és a lélek az Istenük általi ítélet napjára vár.

## Az irodalomban
Michael Crichton Jurassic Park című regényében a hupiákat gyanúsítják egy 18 éves fiú megtámadásával, aki a Jurassic Park építésén dolgozott az Isla Nublar szigeten. Az elkövetőt később Velociraptornak nevezik. A hupiákat gyanúsítják azzal is, hogy Costa Rica vidéki területein többször támadtak meg csecsemőket és más embereket. Úgy írták le őket, mint „arctalan éjszakai szellemeket, akik kisgyermekeket raboltak el”. Később kiderült, hogy a valódi tettesek az Isla Nublarról elszökött Procompsognathusok voltak.

## Fordítás
Ez a szócikk részben vagy egészben  a   Hupia című angol Wikipédia-szócikk ezen változatának fordításán alapul.  Az eredeti cikk szerkesztőit annak laptörténete sorolja fel. Ez a jelzés csupán a megfogalmazás eredetét és a szerzői jogokat jelzi, nem szolgál a cikkben szereplő információk forrásmegjelöléseként.